# Icteranthidium tshangiricum
Icteranthidium tshangiricum là một loài Hymenoptera trong họ Megachilidae. Loài này được Mavromoustakis mô tả khoa học năm 1951.